# 九州女学院短期大学
九州女学院短期大学（日语：／ Kyushu Jogakuin Tanki Daigaku *），简称九女短，是過去一所位于日本熊本县熊本市的私立短期大学。

## 概要

### 简介
- 学校最早可以追溯到1926年[1]。短期大学为于1975年开办[1]、由学校法人九州女学院经营。来源于北美洲的路德教会[2]、由于教育的基础是基督教。招生到1996年、正式停办于1999年[3]。

### 历史
- 1975年 九州女学院短期大学成立并同时设置两个学科即英语科和儿童教育学科[1]。
- 1996年 招生最后、次年停止招生[3]。
- 1999年 今年3月29日正式停办[3]。

## 学校环境
- 校区：在了熊本县熊本市[注 1]

## 历任校长
- 村中末吉：第一代短期大学校长[4]。

## 组织

### 学科
- 英语科
- 儿童教育学科

### 专科
| - 没有 |

### 业余课程
| - 没有 |

## 相关链接
- 日本短期大学列表